# Herbert Butterfield
Pour les articles homonymes, voir Butterfield.
Sir Herbert Butterfield (Oxenhope, Yorkshire, 7 octobre 1900 - Sawston, 20 juillet 1979) est un historien britannique, vice-chancelier de l'université de Cambridge.
En tant qu'historien britannique et philosophe de l'histoire, il est principalement connu pour deux de ses ouvrages — un court volume écrit tôt dans sa carrière intitulé The Whig Interpretation of History (1931) et son ouvrage Origins of Modern Science (1949). Au fur et à mesure de sa carrière, Butterfield s'est progressivement tourné vers l'historiographie et l'étude du point de vue de l'homme sur le passé.

## Biographie
Butterfield est né à Oxenhope dans le Yorkshire et a suivi les cours à la Trade and Grammar School de Keighley. Il a ensuite été diplômé d'une maîtrise universitaire à l'université de Cambridge en 1926. Butterfield a été chercheur à l'Institute for Advanced Study à Princeton dans le New Jersey, dans les années 1950 et à Cambridge de 1928 à 1979. Il devint recteur de la Peterhouse(1955–1968), vice-chancelier de l'Université (1959–1961), et professor régius d'histoire moderne (1963—1968).
Il a aussi travaillé comme éditeur au Cambridge Historical Journal de 1938 à 1955. Il est fait chevalier en 1968. Il s'est marié avec Edith Joyce Crawshaw en 1929 et a eu trois enfants.

## Travaux
Les principaux domaines de Butterfield sont l'historiographie, l'histoire des sciences, l'histoire constitutionnelle anglaise du XVIIIe siècle, le christianisme et la théorie politique internationale.
En 1965, il participe aux Gifford Lectures de l'université de Glasgow. En tant que protestant très croyant, Butterfield se sentait fortement concerné par les questions religieuses, mais il ne croyait pas que les historiens pourraient découvrir la main de Dieu dans l'histoire. En pleine guerre froide, il avertissait que les conflits entre des systèmes de valeurs auto-satisfaisantes (pharisaïques) pourraient être catastrophiques : « La plus grande menace de notre civilisation est le conflit entre de systèmes organisés géants d'autosatisfaction - chacun trop heureux de pouvoir diaboliser l'autre - chacun trop heureux que les péchés de l'autre lui donne le prétexte d'une haine toujours plus profonde ».

### L'interprétation whig de l'histoire
Sa critique principale porte sur la création rétroactive de l'histoire. Il déplore l'idée d'un passé glorieux revu à l'aune du présent. Cette critique concerne essentiellement les historiens de son pays ; néanmoins, elle a rapidement été généralisée. Aujourd'hui, l'interprétation whiggiste de l'histoire est un label général appliqué à de nombreuses interprétations de l'histoire. On parle aussi de présentisme.
Il trouve que l'histoire whig est condamnable parce qu'elle déforme le passé pour l'interpréter dans les termes des questions du présent. Dans le cadre des luttes du milieu du XVIIe siècle, il réprouve l'idée d'étiqueter le forces en lutte en fonction de celles dont nous nous souvenons le plus, ou de les imaginer luttant pour produire notre propre réalité. Bien sûr, elles luttaient, mais pas pour ça. Butterfield explique que l'historien doit développer la capacité de voir les événements tels qu'ils étaient perçus par ceux qui les ont vécus.
Butterfield écrit que le whiggisme est bien pratique mais qu'il s'agit d'« une règle arbitraire... à l'aide de laquelle l'historien peut sélectionner ou rejeter, et peut à loisir accentuer les points qu'il désire ».
En 1944, il écrit l'ouvrage The Englishman and His History dans lequel il dit : « Nous sommes tous de triomphants et incorrigibles whig. Ceux qui, peut-être dans la sévérité erronée de leur jeunesse, souhaite se débarrasser de l'interprétation whig, (cette thèse particulière qui contrôle notre abrégé de l'histoire anglaise), tente de balayer une salle qui humainement parlant ne peut pas longtemps rester vide. Ils ouvrent la porte aux sept démons qui, précisément parce qu'ils sont de nouveaux arrivants, sont pires que les précédents. Nous, en revanche, ne rêvons pas de les éloigner, mais nous réjouissons au contraire d'une interprétation du passé qui a grandi avec nous, a grandi avec l'histoire elle-même, et a aidé à faire l'histoire... Nous devons nous féliciter nous-mêmes que nos ancêtres du 17e siècle... n'aient pas ressuscité et qu'ils ne nous ait pas attachés au Moyen Âge... en Angleterre, nous avons fait la paix avec ce Moyen Âge en l'interprétant mal ; en fait, nous pouvons dire que l'histoire fausse est l'un de nos atouts. L'interprétation whiggiste est venue à un moment crucial et, tout ce qu'elle a pu faire pour notre histoire a eu un effet merveilleux sur la politique anglaise... En chaque Anglais, se cache un peu du whig qui semble tirailler les cordes de son cœur ».

## Œuvres
- The Historical Novel, 1924.
- The Peace Treaties of Napoleon, 1806-1808, 1929.
- The Whig Interpretation of History, Londres, G. Bell, 1931.
- Napoleon, 1939.
- The Statecraft of Machiavelli, 1940.
- The Englishman and His History, 1944.
- Lord Acton, 1948.
- Christianity and History, 1949.
- George III, Lord North and the People, 1779-80, 1949.
- The Origins of Modern Science, 1300-1800, 1949.
- History and Human Relations, 1951.
- Reconstruction of an Historical Episode: The History of the Enquiry into the Origins of the Seven Years' War, 1951.
- Liberty in the Modern World, 1951.
- Christianity, Diplomacy and War, 1952.
- Man on His Past: The Study of the History of Historical Scholarship, 1955.
- Moral Judgments in History, 1959.
- George III and the Historians, 1957, revised edition, 1959.
- Diplomatic Investigations: Essays in the Theory of International Politics (co-edited with Martin Wight), 1966.
- The Origins of History, éd. A. Watson, Londres, 1981.